# Exotela parallela
Exotela parallela är en stekelart som beskrevs av Vladimir Ivanovich Tobias 1998. Exotela parallela ingår i släktet Exotela och familjen bracksteklar. Inga underarter finns listade i Catalogue of Life.